# アスカ@未来系
『アスカ＠未来系』（アスカあっとみらいけい）は、島本和彦による日本の学園漫画。『月刊サンデージェネックス』（小学館）において、2009年2月号から2010年8月号まで連載された。

## 物語
名の知れた進学校として有名な私立青藤学園付属中学校の2年A組に大門アスカという少年が転校してくる。アスカは転校初日の挨拶で「未来からやってきました」と宣言する。アスカが自分の席に座ると、近くの席の上代愛果（かみしろまなか）に声をかけられ、「（未来人のボケは）正直、失敗だった」「友達が出来ないかも」と言われる。
アスカの前の席に座っていた、関西弁をしゃべるお笑いにうるさい男、長ヶ部（おさかべ）は「未来人キャラ」のボケを押し通すアスカに、ボケがわかって無いとツッコミを入れるが、それでもアスカは未来人設定を押し通す。
そこで、長ヶ部は愛果をデートに誘うために隠しもっていた映画試写会のチケットを2枚出し、長ヶ部と愛果がこの映画に行ってくるので、未来人だったらこの映画の内容を当ててみろというゲームを提案し、アスカの未来人設定をデートのダシに使おうとする。
長ヶ部と愛果の映画デートが終わり、アスカと合流して未来人ネタの会話をしていると、その内容を聞いていた巨漢のオオトモが険しい表情で3人に詰め寄ってくる。

## 登場人物

### 未来人
時空圧エネルギーを使い、多くの未来から現代に来た人々。時空圧エネルギーの影響で、2030年のときの年齢とは、異なる年代の姿となっている。
大門アスカ（だいもん アスカ）
この作品の主人公。背の低い黒髪の中学2年生。転校初日の挨拶で「未来からやってきました」と宣言する。
2030年：大人になったアスカが登場する。地上17階以上ある大規模な実験施設で爆発事故が起こる。その研究施設にいたアスカは全身火傷を負い、手術を受ける。普通なら間違い無く死亡しているはずだが、アスカが目覚めた時、火傷や怪我の跡など一切無い健康な体に戻っていた。その時の手術チームに愛果という背の高い女性がいた。
ソガ
アスカと同じ日に、青藤学園の2年に転校してきた少年。アスカとは別のクラス。中学校2年生の男子にしては小さい方。上代愛果を発見すると恨みを持った目でずっと見ている。上代愛果が自分より身長がかなり高いことも気にいらない。
未来へ帰った後は、南米で復興作業を行っていた。
オオトモ
スキンヘッドの巨漢。未来人。気がついた時には20年前に飛ばされており、色々苦労を重ねて社会に溶け込むも、自分が未来人であると告白することに自信がない。自分がいた未来の環境があまり良くなかったらしく、現在に留まり普通の生活を送りたいと考えている。時空圧エネルギーを使えるが、軽い力しか使えない。自分と同じ境遇の未来人に出会ったことが無かったが、アスカと愛果と長ヶ部の3人が未来人の話をしているのを聞いたので、自分と同じ境遇の未来人ではないかと思い、3人に詰め寄る。時空圧エネルギーの攻撃を受けどこかにか飛ばされたが、翌日また登場し上代愛果の前蹴りを顔面に喰らい倒される。
それを目撃したアスカに介抱され目覚める。その時、自称未来人達が集まる掲示板が存在することを教えられる。その日の夜、その掲示板にオオトモの名で投稿がある。このオオトモが愛果に倒されたオオトモなのか、それとも別人なのかは不明。掲示板の住民の方のオオトモは、アスカにかなり不信感を抱いており、彼がアスカへの不信感を述べた文章を投稿したことで、掲示板が炎上する。
マサカド
アスカが転校してきた日と同じ日に転校してきた人物の一人。犬好きの少年で、ドーベルマンを3頭飼っている。
未来へ帰った後は、アメリカで復興作業を行っていた。
ホウジョウ
自称未来人たちが集まる掲示板の住民の一人。掲示板の住民が過激な性格な方が多いのを利用して、自分の考えている方向に掲示板の流れを誘導しようとしている。
2030年：大門マサト（時空圧エネルギーを発見した科学者）の助手をしていたが、その力に魅了され、大門マサトに危害を加える。
ムサシボウ
ホウジョウの側近。暴走するホウジョウを止めようと奮闘する。

### 現代の人々
上代愛果（かみしろ まなか）
アスカと同じクラスで、中学2年の女子の中では目立って背が高い。巨漢を一撃で沈めるほどの強烈な前蹴りを持つ。
2030年：時空圧エネルギーに関する研究を行う科学者。時空圧エネルギーの暴走という事態を、アスカにたくす。
長ヶ部（おさかべ）
アスカと同じクラスで、アスカの前の席に座っている関西弁でしゃべる男子。眼鏡をかけており、中学2年の男子としては背が高い。有名進学校の私立中学で学年3位の成績をとるほど学力がある。
右隣の席に座っている上代愛果に恋しており、いろいろな手を使って愛果の気を引こうとしている。
お笑いにうるさく、転校初日に「未来人ボケ」をかましたアスカにツッコミを入れたいという欲望にかられる。
大門マサト
中学校を4回留年し、現在、中学校7回生。優秀すぎるために留年を繰り返している。

## 団体・組織
私立青藤学園（あおふじがくえん）
私立の有名進学校。
付属中学
大量の転校生が同じ日に転校してくる。
TRN未来系会議室（掲示板）
自称未来人達が集まる掲示板。メンバー登録が必要であり、掲示板にログインする時本人確認のためのパスワードを求められる。この掲示板の住民は過激な方々が多いようで、非常に炎上しやすい。OFF会はまだ無いらしく、メンバー同士の接触は無い。アスカもここの掲示板の住人。
この掲示板のアスカが転校してきた日の翌日の日付が8月27日となっている。これは青藤学園の位置が北の地域にあるため夏休みが短いのか、それとも何らかの意図がありサーバーの時間をいじってあるのかは不明。
この掲示板の看板にはSINCE 2029.07.10という日付が書かれている。

## 用語
未来人
未来から現在にやって来た人達。
未来系
20年後の未来から時空圧エネルギーを使って現在にやってきた未来人たちを、TRN未来系会議室（掲示板）の住人は便宜上そう呼んでいる。
コミックスの表紙では「アスカ@未来系 ASUKA@FUTURE.COME」と、なっている。
自称未来人が集まる掲示板名が「未来系会議室」になっている。
時空圧エネルギー
自分が今いる時間から後の時間を圧縮することで、色々なことが一瞬で出来るエネルギー。
この能力は何でも出来るわけではなく、その個人が時間をかければ、その結果に辿りつくことが可能な事に限られる。このエネルギーを使うと、その使用者が実時間で頑張って、その結果に着くまでの時間分、未来へと飛ばされる。
この力で出来ることは、力を使用した時点でのその個人の能力で出来ることまでしかできない。不器用な人物がこの力を使い、折り紙で鶴を折っても、よれよれな鶴しかできない。
しかし、一時的な肉体強化や、自然回復では傷跡が残る大怪我を完全に自己修復できたり、使用者によっては近くにいる他人の能力を利用して自分には出来ないことを可能にしたり、他人の怪我を治癒したり出来るなど、時間の圧縮だけでは説明できない部分もある。
時空間の穴
時空圧エネルギーを使用すると出てくる時空の歪み。ドーベルマン3頭が吸い込まれた理由は不明。
時空圧発生メカニズム
時空圧エネルギーを使用するためのシステム。このシステムは人間の体全体に文様のように刻まれているため、体ひとつあれば時空圧エネルギーが使える。
時空圧エネルギーを使用すれば、その分未来に飛ばされるのだが、このシステムを使えばツケ（後回し）が出来るようになり、時空圧エネルギーを使用しても、現時間に留る事が可能になる。ただし、あくまでツケであるため、システムが正常に稼動している間は、未来に飛ばされることは無いが、システムが壊れると、ツケの分、未来へと移動することになる。ただ、1巻で時空圧発生メカニズムを破壊された人たちは、破壊された次の瞬間に、20年後に自分たちは移動すると意識している。
大門マサト
作中に「大門マサト」の名を持つ人物が3人登場している。「アスカの父親」と「時空圧エネルギーを発見した科学者」と「現代に住む変わった中学生」の3人。3人の関係は不明。

## その他
- 『月刊サンデージェネックス』のWebで、メディアミックス企画としてTRN未来系会議室が開設される。これは掲示板風の宣伝サイトであり、2009年10月現在、1巻の作中で掲示板内でやりとりされた書き込みと、1巻の宣伝が書き込まれている。

連載開始前
- 2008年『月刊サンデージェネックス』で長期連載を続けていた『新・吼えよペン』が最終回を迎え、その半年後の2009年1月、同誌にて『アスカ@未来系』の連載が始まる。

- 『アスカ@未来系』連載以前の島本和彦スタイルは、根性熱血ものにパロディー要素を加えた作風で、後の展開を考えずその場を全力投球で描くマンガ家として有名だった。STVラジオ「ポッドキャスト版、島本和彦のマンガッチックにいこう!」での島本本人の話によると、『アオイホノオ』に届いたファンレターに書かれていたことにヒントを得て、テンションを押さえ気味にして描く熱血手法があるんだということに気付いたと述べている。『新・吼えよペン』の連載終了前の話でその手法を取り入れたところ、周囲の評判が良かったと語っている。『アスカ@未来系』の1巻の巻末によると、いつもの島本マンガはその場のテンションで先を考えずに勢いで話を進めていたが、一度ぐらい、ちゃんと先の展開を考えてマンガを描いてみようと思ったと語っている。島本和彦のブログによると、長期の休みが貰えたのでかなり細かいところまで設定が詰められたと語っている。
- 2009年11月にNHKBSで放送された『マンガノゲンバ』「島本和彦特集」において、『燃えよペン』の主人公「炎尾燃」ばかりを長期にわたり描いてきたので、別の作品を描きたいと思うようになり、自分が一番やりたかったヒーローものを描くことにしたと述べている。今まで、自分が知っている作品のパロディーや人間関係などを組み合わせてヒーローものを描いたことはあったが、そういった、ものに頼らないヒーローものを描いてみたいと思ったと述べている。今までおっさんばかり描いていたので、登場人物の年齢層をかなり落とし、男でも可愛らしさが残っている中学生にしたと語っている。
- 2009年11月にNKHBSで放送された『マンガノゲンバ』「島本和彦特集」において、以前の自分のマンガを「ただ、おっさんが吼えているだけのマンガ」と評している。島本のブログにて「吼える系」のマンガは自分は好きだが、商業的に成り立たないと述べている。

連載開始から1巻発売まで
- 本作の連載開始当初、島本和彦のブログにて最初はテンションを抑えて描き、徐々に作品の熱気を上げて行くと語っている。
- 島本和彦のブログによると、連載開始から2ヶ月が過ぎた頃、月刊誌連載の作品としてはまったりと話が展開していたため、掲載誌の編集長が派手なシーンをもっと入れて欲しいと、北海道にいる島本のところまでお願いに来る。島本は徐々に作中のテンションをあげる手法を使っていきたいので、これから盛り上がっていきますと説明し、了承を得たと語っている。

単行本1巻について
- 『月刊サンデージェネックス』HPの編集者日記によると、1巻は大幅な修正が加えられており、場所によっては、新しい話になっていると述べている。島本和彦のブログにその日記への返信があり、コミックスで話を繋げた時、前後の熱気が違うために修正したと述べており、この修正が吉とでるか凶と出るか不安と述べている。

単行本1巻発売から

## 書誌情報
島本和彦 『アスカ@未来系』 小学館〈サンデーGXコミックス〉、全3巻完結。
1. 2009年7月22日初版発行、ISBN 978-4-09-157182-3
2. ISBN 978-4-09-157198-4
3. ISBN 978-4-09-157229-5